# Rem Bisschop

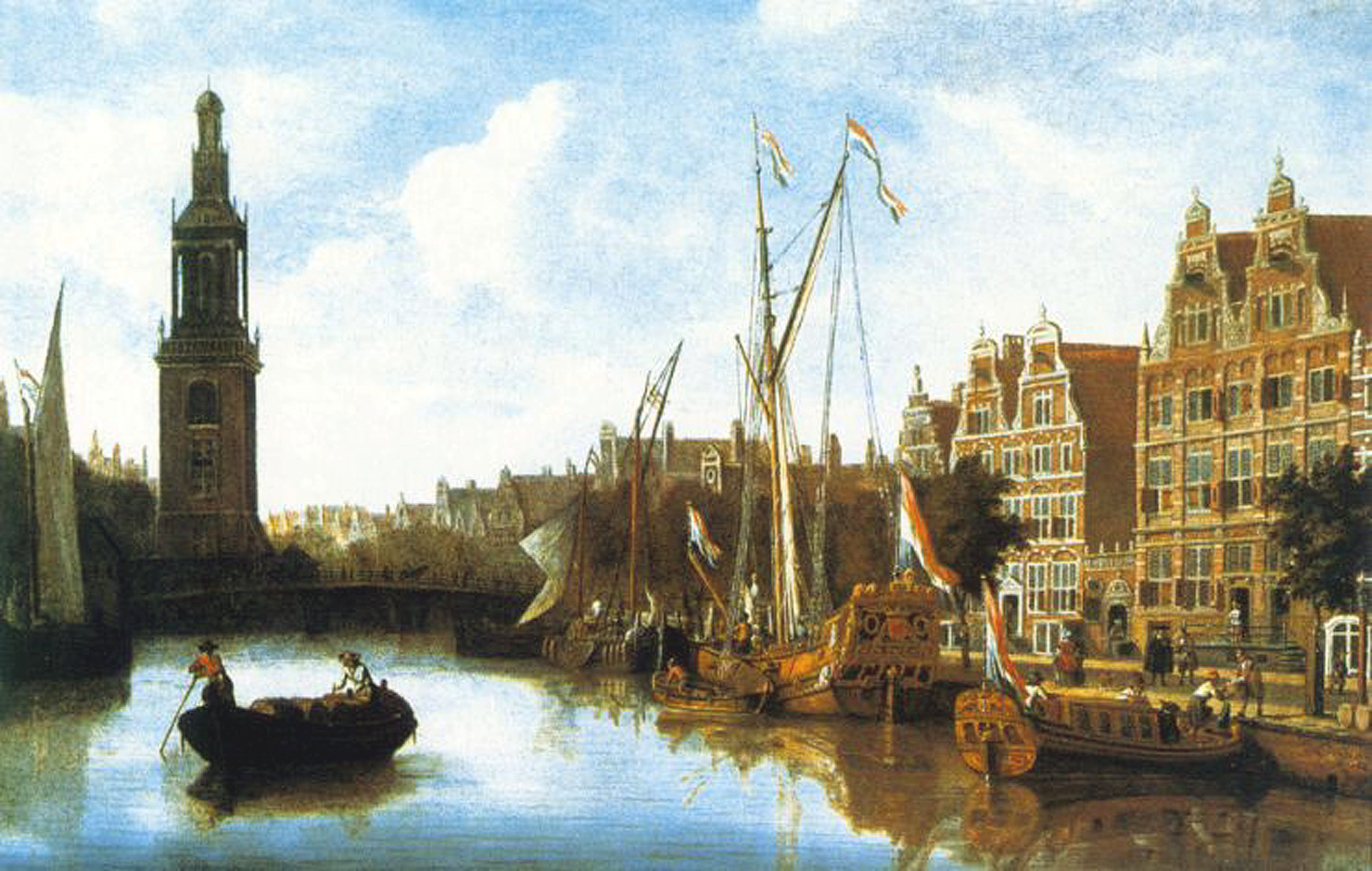
Jan Roodenpoortstoren met de huizen op het Singel door Abraham Storck 1684

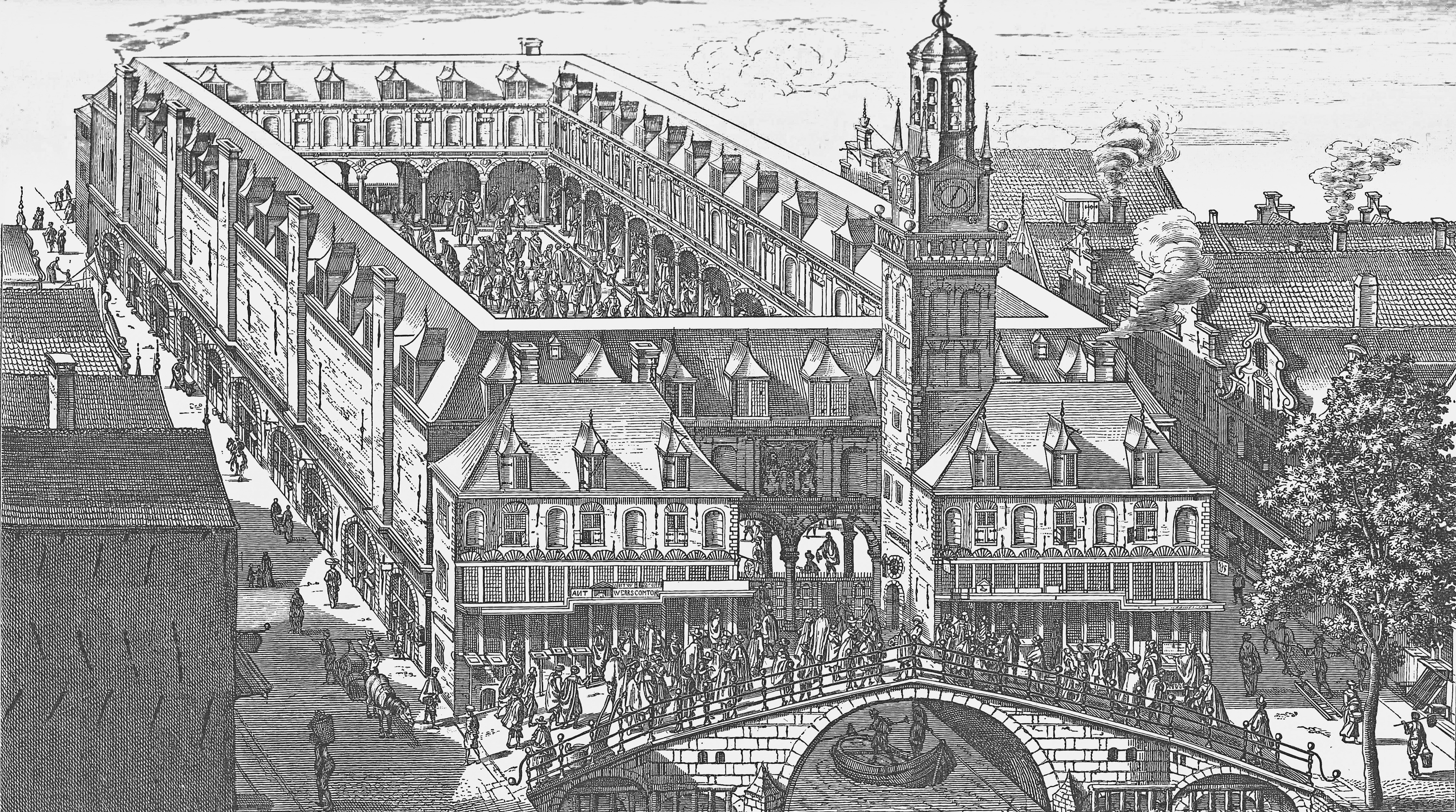
Koopmansbeurs (verdwenen).

Rem Egbertsz. Bisschop (2 april 1572-10 april 1625) was een remonstrantsgezinde koopman in Amsterdam, die bekend is geworden omdat er in 1617 een rel voor zijn deur plaatsvond, waarna alles kort en klein werd geslagen.

## Biografie
Rem Bisschop was de zoon van een kleermaker. Van 1592 tot 1597 woonde hij klaarblijkelijk in Koningsbergen en handelde in potas. Op 15 februari 1598 trouwde hij met Lysbeth Philips in Amsterdam. Met zijn vrouw vertrok hij naar Koningsbergen (Kaliningrad), waar het echtpaar grote rijkdom vergaarde. Daar werden vier kinderen geboren, van wie er drie jong stierven. In 1605 keerde het echtpaar terug naar Amsterdam. In 1609 kocht hij een erf over de Jan Roodenpoortstoren van burgemeester Laurens Jansz. Spiegel en liet daar vervolgens een huis bouwen, Singel 138, met het Luypaert in de gevel.
Op zondagochtend 19 februari 1617 ontstond er een oploop voor het huis van Rem Bisschop aan de Koningsgracht omdat er geruchten waren dat er in zijn huis gepreekt zou worden. Een week eerder was het tot rellen gekomen voor een pakhuis op de Kromboomssloot. Op 5 februari was er een bijeenkomst gehouden in het huis van Willem Sweerts, dat te klein bleek te zijn voor de opgekomen menigte. Eerst werd er zo hard aan de deurbel getrokken dat deze brak. Vervolgens gooiden jongens met stenen en Bisschop wist ternauwernood de luiken te sluiten. Hij rende naar boven en vanuit het zolderluik sloeg hij hard op een koekenpan en riep tevergeefs om hulp. De schout die bezig was geweest katholieke diensten te verstoren, vertrok na een half uur omdat hij geen opdracht had om de hele dag voor het huis te posten. Zijn buurman, Volckert Overlander, werd uit de kerk gehaald en begaf zich met gezwinde spoed naar oud-burgemeester Reynier Pauw op aanraden van Cornelis Hooft, eveneens woonachtig op dit deel van het Singel. De onderschout werd door de relschoppers weggejaagd en Bisschop en zijn vrouw besloten te vluchten over de schutting van Overlander naar het huis van zijn broer op de Herengracht. Zijn vrouw kreeg onderdak bij burgemeester Gerrit Jacobsz. Witsen.
Het huis werd opengebroken en geplunderd – de schade zou vijfduizend gulden bedragen.
Nadat op 14 januari 1619 de remonstranten waren uitgesloten van de Synode van Dordrecht, werden op 30 januari 1619 Bisschops papieren onderzocht.
In mei verkocht hij zijn huis aan Albert Steenwijck. In juni 1621 keerde hij terug naar Amsterdam en verscheen op de Beurs van Amsterdam. Opnieuw kreeg hij de wind van voren en Bisschop sliep een nacht buitenshuis. Hij werd in oktober gesommeerd voor de kerkenraad te verschijnen. Op 31 december het jaar daarop werden hij en zijn vrouw geëxcommuniceerd.
Bisschop werd begraven vanuit het huis van zijn schoonzoon, Frans van Limborch. De remonstrantse predikant Philipp van Limborch was zijn kleinzoon. Bisschop was de broer van Simon Episcopius, hoogleraar theologie in Leiden en aangetrouwd familielid van Johan Huydecoper van Maarsseveen. Rem en zijn vrouw waren goed bevriend met het gezin van Johannes Uyttenbogaert.